# Uranotaenia nigromaculata
Uranotaenia nigromaculata är en tvåvingeart som beskrevs av Edwards 1941. Uranotaenia nigromaculata ingår i släktet Uranotaenia och familjen stickmyggor. Inga underarter finns listade i Catalogue of Life.